# Aboubakar Ousmane Mey
Aboubakar Ousmane Mey est un homme politique et un fils de grand dignitaire du Nord Cameroun.

## Biographie

### Enfance, éducation et débuts
Aboubakar Ousmane Mey est le fils d'Abba Ousmane Mey, originaire de Kousseri et ancien gouverneur du temps de la grande province du Nord. Il est le frère de Alamine Ousmane Mey, ministre sous le régime de Paul Biya. Son père, très proche du président Ahidjo, aurait écrit le discours de démission de celui-ci.

### Carrière
Aboubakar Ousmane Mey est régulièrement consulté pour donner un avis sur l'actualité politique au Cameroun,,,,,. Il est actif et milite pour le retour des restes du président Ahidjo au Cameroun. Ce qui l'a emmené à rencontrer plusieurs personnalités camerounaises telles Ibrahim Mbombo Njoya, Germaine Ahidjo.